# Sam Gillespie
Sam Gillespie (1, septiembre de 1970 – 8, agosto de 2003) fue un filósofo con un interés particular en el trabajo de Alain Badiou, filósofo francés, miembro de la comisión de filosofía en la Escuela Normal Superior de París, quién escribió sobre el ser, la verdad y el sujeto de una manera que consideraba que no era postmodernista pero tampoco como una repetición de modernidad. Gillespie, fue descrito por Joan Copjec como "uno de los filósofos más dotados y prometedores de su generación". Fue cofundador de la revista académica Umbr(un),. Su libro  The Mathematics of Novelty fue publicado tras su muerte, en 2008. Peter Hallward escribió sobre esta obra "este valioso libro es un hito en la recepción y comprensión crítica del trabajo Badiou."
Después de que su muerte, se suicidó a los 33 años, la obra Mathematics of Novelty fue entregada como tesis en el Doctorado de Filosofía en la Universidad de Warwick, el cual le fue otorgado de manera póstuma en
2005. Durante la primera década del siglo XXI, se reconoció que el trabajo y las traducciones de Gillespie fueron cruciales para la comprensión inicial del trabajo de Alain Badiou dentro del mundo de habla inglesa.